# James Redfield
James Redfield er en amerikansk forfatter, foredragsholder, manuskriptforfatter og filmproducent. Han er især kendt for sin roman The Celestine Prophecy (på dansk Den niende Indsigt) fra 1993.

## Biografi
Redfield voksede op i et landområde nær Birmingham, Alabama. Han læste østlige filosofier, herunder taoisme og zen, mens han studerede sociologi ved Auburn University . Han blev senere psykoterapeut og brugte mere end 15 år som terapeut for voldsramte unge.
I 1989 sagde han sit job som terapeut op, for at skrive på fuld tid, og intensiverede sin interesse i interaktiv psykologi, østlige og vestlige filosofier, videnskab, futurisme, økologi, historie og mystik .
Da Redfield selvudgav "The Celestine Prophecy" i 1992, førte interessen fra boghandlere og læsere til, at den blev en af de mest økonomisk succesrige selvudgivne bøger nogensinde.  Warner Books købte rettighederne og udgav en hard cover udgave i marts 1994. Bogen endte hurtigt som nr. 1 på New York Times Bestseller List . Ifølge Publishing Trends var The Celestine Prophecy den internationale bestseller nr. 1 i 1996 (#2 i 1995). Romanen lå i mere end tre år på New York Times Bestseller List. I maj 2005 havde The Celestine Prophecy solgt over 20 millioner eksemplarer på verdensplan og var blevet oversat til 34 sprog herunder dansk. I 1996 blev efterfølgeren, The Tenth Insight: Holding the Vision (Warner Books), også en bestseller. De to bøger tilbragte tilsammen 74 uger på New York Times Bestseller List, hvilket gjorde deres forfatter til den bedst sælgende hardcoverforfatter i verden i 1996.
I sin non-fiction bog, The Celestine Vision: Living the New Spiritual Awareness (Warner Books, 1997), udforskede Redfield baggrunden for den spiritualitet, der diskuteres i hans romaner.
Redfields nyeste bog, The Twelfth Insight: The Hour of Decision, blev udgivet af Grand Central Publishing i februar 2011.

## Eksterne links
- Officiel hjemmeside: CelestineVision.com
- Den tolvte indsigt
- James Redfield citater